# Корнелл, Дэвид
Дэвид Джозеф Корнелл (англ. David Joseph Cornell, 28 марта 1991, Уаунарлвидд, Суонси, Уэльс) — валлийский футболист, вратарь клуба «Нортгемптон Таун».

## Клубная карьера
Дэвид является воспитанником молодёжной академии «Суонси Сити», в 17 лет перешёл в старшую команду клуба. Во время своих первых тренировок со старшим составом молодой вратарь получил серьёзную травму запястья, которая остановила его прогресс. Тем не менее, главный тренер команды решил включить Корнелла в первую команду, после того как Димитриос Константопулос покинул клуб. 25 августа 2009 года Дэвид дебютировал в матче Кубка лиги против «Сканторпа», выйдя с первых минут. В 2010 году Корнелл был возвращён в резервный состав клуба, так как позиции основного и запасного вратаря команды прочно занимали Дорус де Фриз и Ив Ма-Каламбай.
Во второй половине сезона 2010/11 Дэвида Корнелла отдали в аренду клубу Премьер-лиги Уэльса «Порт-Толбот Таун», в его составе он сыграл 14 матчей, 5 из которых отстоял «на ноль».
Сезон 2011/12 Дэвид провёл в клубе второй английской лиги «Херефорд Юнайтед». Сначала его отдали в аренду на месяц, но потом продлили её до конца сезона. За «Херефорд» Корнелл сыграл 27 матчей во всех турнирах, в том числе 24 в лиге.
В сезоне 2013/14 Корнелл был отдан в годичную аренду в «Сент-Миррен», выступающий в Премьер-лиге Шотландии. Дэвид неудачно начал сезон, пропустив 10 голов в 5 матчах чемпионата, а также 2 гола в матче Кубка шотландской лиги. Из этих шести матчей клуб проиграл 5 и один сыграл вничью. В декабре 2013 года арендный контракт с ним был досрочно расторгнут.

## Международная карьера
В 2007 году Корнелла впервые вызвали в юношескую сборную Уэльса до 17 лет. 25 марта он дебютировал в матче против сборной Беларуси, который завершился поражением со счетом 0:3. В сумме вратарь провёл за команду до 17 лет пять встреч. В 2009—2010 годах Дэвид выступал за сборную до 19 лет, а с 2010 года привлекался в стан валлийской «молодёжки».
В ноябре 2009 года 18-летнего Корнелла неожиданно для экспертов[каких?] вызвали в первую сборную Уэльса перед товарищеским матчем с Шотландией. Тогда он остался третьим вратарём и не попал в заявку на матч. В октябре 2010 года Корнелла снова вызвали в первую сборную перед игрой отборочного этапа Чемпионата Европы 2012 против Швейцарии, он был заявлен на игру в качестве запасного игрока.